# مجلس التحكم الآلي الأمريكي
مجلس التحكم الآلي الأمريكي (AACC) منظمة متخصصة في تطوير نظريات التحكم الآلي (الأتمتة) تأسس المجلس في عام 1957. المجلس أحد الأعضاء التسع للاتحاد الدولي للتحكم الآلي وهم:
- المعهد الأمريكي للملاحة الجوية والملاحة الفضائية (AIAA)
- المعهد الأمريكي للمهندسين الكيميائيين (AIChE)
- الجمعية الأمريكية للمهندسين المدنيين (ASCE)
- الجمعية الأمريكية للمهندسين الميكانيكيين (ASME)
- معهد مهندسي الكهرباء والإلكترونيات (IEEE)
- الجمعية الدولية للأتمتة (ISA)
- جمعية المحاكاة الحاسوبية (SCS)
- جمعية الرياضيات الصناعية والتطبيقية (SIAM)
- جمعية الاحتمالية التطبيقية (APS)

## مؤتمر التحكم الآلى
مؤتمر التحكم الأمريكي (ACC) مؤتمر بحثي سنوي يرعاه مجلس التحكم الآلي الأمريكي ويعد واحدًا من أكثر المؤتمرات المرموقة في مجال التحكم الآلي. بالعودة إلى عام 1960، كان 50% من الباحثين أمريكيين الجنسية بينما 50% من جنسيات مختلفة.

## الجوائز
تصدر مجلس التحكم الآلي الأمريكي خمس جوائز في المجال وهم:
- جائزة ريتشارد بيلمان التراثية.
- جائزة ممارسة هندسة التحكم.
- جائزة دونالد إيكمان.
- جائزة جون راجازني سميت على اسم جون راجازني
- جائزة هوجو تشيك للاوراق البحثية.

## وصلات خارجية
- الموقع الرسمي للاتحاد الدولي
- الموقع الرسمي لمجلس التحكم الآلي الأمريكي
- تاريخ المجلس
- القناة الرسمية للاتحاد الدولي على اليوتيوب.
- محاضرة توماس إيدغار في المجلس عام 2015